# Mediæval Bæbes
O Mediæval Bæbes é um grupo musical constituído apenas por elementos femininos, formado em 1996 por Katharine Blake e Teresa Casella da banda Miranda Sex Garden. Para além destes dois elementos, o grupo é variavelmente constituído por mais nove. As suas composições musicais são uma fusão da música e do teatro medievais, desde o mais tradicional ao mais contemporâneo. As suas músicas são interpretadas em 
diversas línguas, onde se incluem o latim, inglês arcaico, francês, italiano, russo, sueco, cadenet, escocês, alemão, língua manesa, galês, bávaro, provençal, inglês contemporâneo e língua córnica. Os seus cantos são acompanhados por instrumentos medievais incluindo a flauta doce e a cistre.
O seu primeiro álbum, Salva Nos de 1997, chegou ao segundo lugar da tabela de música clássica do Reino Unido, tendo o segundo álbum, Worldes Blysse de 1998, atingido o primeiro lugar. 

## Discografia

### Álbuns
- Salva Nos (1997)
- Worldes Blysse (1998)
- The Best of the Mediæval Bæbes (1999, uma compilação de temas dos dois primeiros álbuns)
- Undrentide (2000, produzido por John Cale dos Velvet Underground)
- The Rose (2002)
- Mistletoe and Wine: a Seasonal Collection (2003, uma colectânea de músicas relacionadas com o Natal, dos anteriores álbuns, e novos temas)
- Mirabilis (2005)
- Live (2006, álbum ao vivo que inclui duas novas músicas de estúdio)
- Illumination (2009)
- Temptation (2010)
- The Huntress (2012)

### DVD
- Mediæval Bæbes Live (DVD, 2006)
- Mediæval Bæbes Live At The Gloucester Cathedral (DVD, 2009)

### Trilhas sonoras
- The Virgin Queen (2007, série para televisão)